# Замчевский, Иван Константинович
Ива́н Константи́нович Замче́вский (4 мая 1909, Москва, Российская империя — 14 мая 1979, Москва, РСФСР) — советский дипломат и государственный деятель, первый секретарь Ленинградского горкома КПСС (1953—1957), чрезвычайный и полномочный посол СССР в Югославии (1957—1960).

## Биография
Член ВКП(б) с 1929 года. В 1936 году окончил Московский авиационный институт.
- В 1936—1940 годах — инженер, заместитель секретаря комитета ВКП(б) Центрального института авиационного моторостроения.
- В 1940 году — инструктор отдела авиационной промышленности Московского городского комитета ВКП(б).
- В 1940—1943 годах — партийный организатор ЦК ВКП(б) завода № 1 имени И. В. Сталина (Москва - Куйбышев) Народного комиссариата авиационной промышленности СССР.
- В 1943—1945 годах — секретарь Новосибирского областного комитета ВКП(б) по авиационной промышленности.
- В 1945—1946 годах — слушатель Высшей школы партийных организаторов при ЦК ВКП(б).
- В 1946—1948 годах — заместитель начальника Управления по проверке партийных органов ЦК ВКП(б).
- В 1948—1949 годах — заместитель заведующего отделом партийных, профсоюзных и комсомольских органов ЦК ВКП(б).
- В 1949 году — заместитель заведующего отделом машиностроения Ленинградского городского комитета ВКП(б).
- В 1949—1953 годах — первый секретарь Кировского районного комитета ВКП(б) г. Ленинграда.
- С 25 ноября 1953 по 27 июля 1956 года — первый секретарь Ленинградского городского комитета КПСС.
- В 1956—1957 годах — заведующий Пятым Европейским отделом МИД СССР.
- С 1 октября 1957 по 27 ноября 1960 года — чрезвычайный и полномочный посол СССР в Югославии. После вступления в должность провёл по поручению Н. С. Хрущёва конфиденциальные переговоры с Иосипом Броз Тито о нормализации советско-югославских отношений.
- В 1960—1961 годах — член коллегии МИД СССР, заместитель председателя Комиссии СССР по делам ЮНЕСКО.
- В 1962—1970 годах — директор издательства «Прогресс».

Кандидат в члены ЦК КПСС (1956—1961). Депутат Верховного Совета СССР 4-го созыва. Член Комиссии по иностранным делам Совета Союза Верховного Совета СССР.
После 1975 г. — персональный пенсионер союзного значения.
Похоронен на Новодевичьем кладбище.

### Семья
- Жена — Замчевская Ида Григорьевна (1917—2001), научный сотрудник Института истории АН СССР.
- Дочь — Татьяна Ивановна Сулицкая, дипломат, синолог, филолог-востоковед, исследователь Франции.
- Дочь — Ольга Ивановна Обухова, журналист.
- Сын — Фёдор Иванович Замчевский, сотрудник Отделения истории и теории искусств исторического факультета МГУ им. М. В. Ломоносова.

## Научные труды
- «Партийная работа на заводах и фабриках». М., 1934.
- «Партийно-политическая работа на фронте и в тылу». М., 1942.
- «Об итогах работы партийных организаций Донбасса в период Великой Отечественной войны». Донецк, 1946.
- «Вперед, под знаменем Ленина — Сталина, к грядущей победе коммунизма!» Л., 1950.

## Награды
- Орден «Знак Почёта» (31 декабря 1940)
- Орден Красной Звезды (8 сентября 1941)
- Орден Трудового Красного Знамени (2 июля 1945)
- Орден Ленина (2 апреля 1951, 16 ноября 1955)